# Metrioppia quadrisetosa
Metrioppia quadrisetosa är en kvalsterart som beskrevs av Fujita och K. Fujikawa 1986. Metrioppia quadrisetosa ingår i släktet Metrioppia och familjen Metrioppiidae. Inga underarter finns listade i Catalogue of Life.